# Ankpress

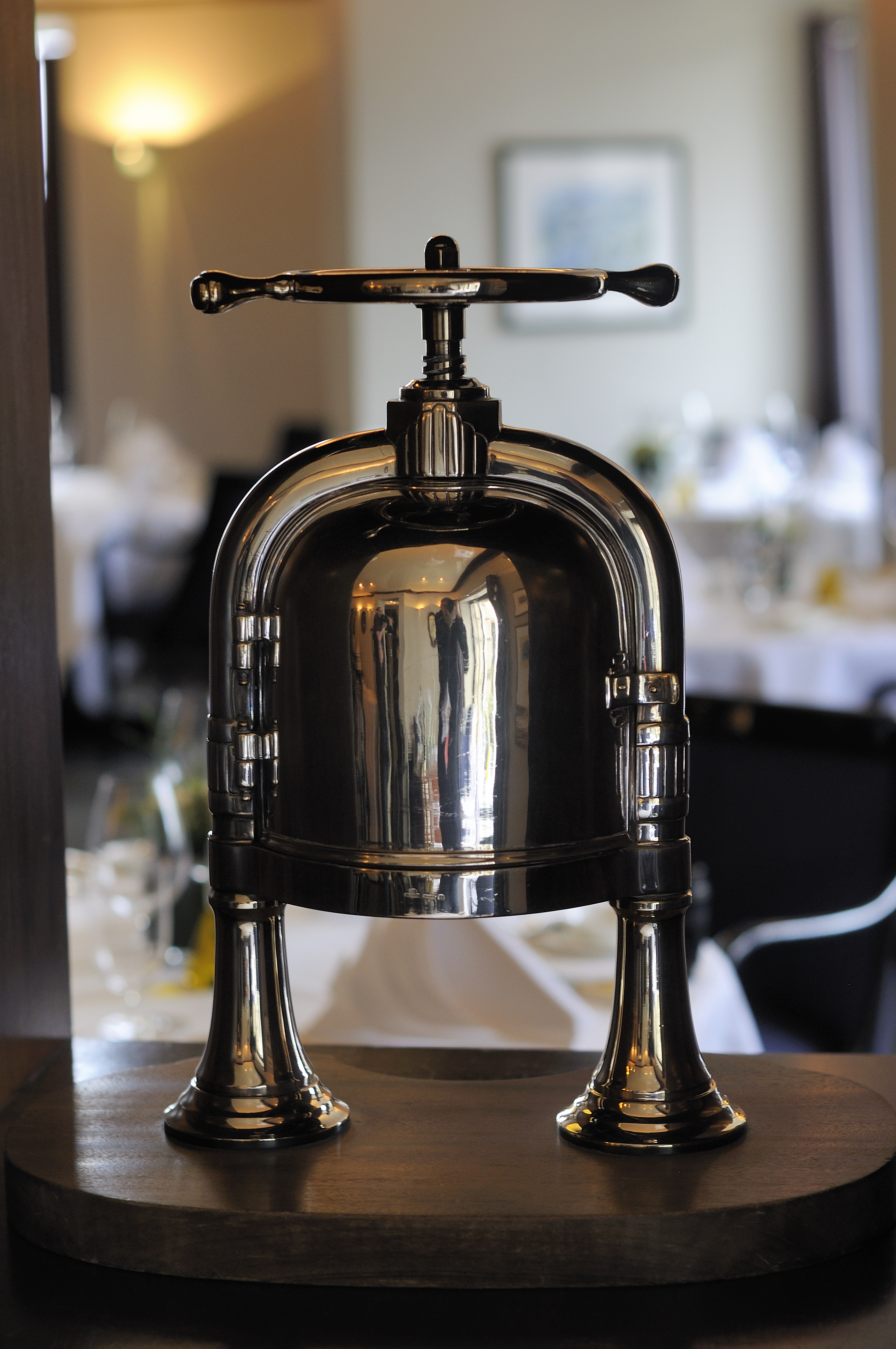
En ankpress.

Ankpress är ett köksredskap varmed man på restauranger pressar ut blod och köttsaft ur fågelskrov, företrädesvis änder (ankor). 
Ett flertal olika konstruktioner förekommer, men vanligen består redskapet av en skruvmekanism med vridhjul (handtag), en övre pressplatta (ofta med kåpa) och en tung undre pressplatta, mellan vilka fågelskrovet pressas. Den undre pressplattan har spår vilka leder till en pip varur vätskan från fågelskrovet kan rinna ut. Pressen står på ben (vanligen 2- 4 st) så att den undre pressplattan är upphöjd vilket gör det möjligt att ställa ett uppsamlingskärl under pipen för att samla upp vätskan. Ankpressar är ofta dyrbara redskap då stora delar av ankpressen ofta är gjorda av silver eller mässing.
Canard à la rouennaise (även canard à la presse, svenska: pressad anka eller canard au sang, svenska: blodanka), är en specialitet ifrån Rouen i Frankrike (andfågelrasen Caneton uppföds där, som anses vara landets förnämsta) där ankpressen spelar en huvudroll. Ankan skall slaktas genom strypning. Detta för att blodet ska stanna i vävnaderna, vilket ger en särskild smak och är en förutsättning för tillagningen. Fågeln steks hel, utan hals och vingar, i mycket het ugn i 12-15 minuter så att den fortfarande är blodig inuti, och bröst och lår skärs sedan ur. Återstoden av fågeln, d v s skrovet, pressas sedan i ankpressen och saften tas tillvara i den speciella såsen i rätten som bl a ska innehålla fågelns lever, smör och cognac. Även foie gras, madeira eller portvin förekommer i vissa recept som ingredienser i såsen. Ankan pressas och såsen tillreds ofta vid bordet framför gästerna. 
Ankpressen och metoden uppfanns i Frankrike i början av 1800-talet av en kock i Paris som hette Mechenet. Det populariserades av kocken Frédéric Delair på La Tour d'Argent i Paris där den blev restaurangens signaturrätt och serveras än idag. Det beräknas att över en miljon ankor serverats på detta sätt där. 
Idag förekommer ankpress inte ofta i restaurangkök i Sverige, troligen då hanteringen av en ankpress kräver övning och skicklighet samt att användningsområdet är relativt begränsat. En känd svensk användare var Tore Wretman som använde ankpress på restaurang Riche i Stockholm, och han fällde omdömet att ankpressen var en av de svåraste uppgifterna han minns från sina år i köket.